# Pogonias
Pogonias is een monotypisch geslacht van straalvinnige vissen uit de familie van de ombervissen (Sciaenidae), orde baarsachtigen (Perciformes).

## Soort
- Pogonias cromis (Linnaeus, 1766) – Trommelvis